# Экономика стран Балтии
Экономика стран Балтии — экономика трёх Балтийских стран Эстонии, Латвии и Литвы.

## История

### Средневековый период (XII—XV века)
Экономика Балтийского региона в средние века была под сильным влиянием внешних сил, таких как Тевтонский орден и Королевство Польское, а также Ганзейского союза, который утвердил экономическое и торговое господство в регионе.

#### Тевтонский орден и торговля
В начале XIII века Тевтонский орден завоевал значительные части Балтики, что привело к существенным изменениям в экономике . С образованием городов и укрепленных поселений началась трансформация региона в более коммерческую экономику. Орден строил замки и укрепленные города, которые стали центрами торговли.
Города, такие как Рига, Таллин и Вильнюс, стали важными торговыми хабами, причем Рига была одним из ведущих членов Ганзейского союза. Эта торговая сеть связывала Балтику с Западной Европой, особенно с Германией, и способствовала обмену товарами, такими как лес, меха, лен и зерно . Экономика региона привлекала все больше торговцев, ремесленников и предпринимателей.

#### Феодальная система и сельское хозяйство
Феодальная система также оказывала влияние на сельское хозяйство. Большинство населения было зависимо от феодалов и работало на их землях . Основные сельскохозяйственные продукты включали зерновые культуры, молочные продукты и мясо  . Несмотря на феодальные отношения, растущие торговые возможности и расширение внешней торговли привели к экономическим изменениям  .

### Раннее новое время (XVI–XVII века)
В XVI и XVII веках происходили политические изменения, которые также оказывали влияние на экономику . В этот период Балтийский регион был разделен на несколько территорий и находился под властью разных государств, таких как Королевство Польское, Великое княжество Литовское и Швеция .

#### Экономический рост в Речи Посполитой
В XVI веке Королевство Польское и Великое княжество Литовское объединились в Речь Посполитую, включавшую большие части современной Латвии и Литвы. Экономика в этот период была ориентирована на сельское хозяйство, особенно на производство зерна, которое стало важным товаром для экспорта.
Торговля продолжала развиваться, и балтийские порты принимали большое количество товаров, особенно зерна, леса и рыбы. Рига, в частности, процветала как важный порт, экспортируя зерно и другие сельскохозяйственные продукты в Западную Европу, а также импортируя такие товары, как вино, ткани и соль.

#### Шведское влияние на экономику
В XVII веке части Балтики оказались под контролем Швеции, и Шведская империя внедрила реформы, повлиявшие на экономику. Шведская корона ввела более централизованное управление, и регион стал важной частью военной и промышленной мощи Швеции, поставляя армию лесом, железом и другими ресурсами. Однако из-за акцента на милитаризацию пострадали другие экономические сферы, особенно сельское хозяйство.

### Влияние войн и экономический спад
В XVII и начале XVIII веков Балтийский регион переживал серию войн, в которых участвовали Швеция, Польша, Россия и другие соседние державы. Эти конфликты сильно нарушили экономическую жизнь региона, оказав влияние на торговлю, сельское хозяйство и промышленность. Одним из самых разрушительных конфликтов стала Великая Северная война (1700–1721), которая стала поворотным моментом в истории региона и привела к долгому экономическому упадку.
В ходе войны с Россией, Польшей и Данией Шведская империя потеряла значительные территории, включая Карелию, Ингрию, Лифляндию и Эстляндию. В результате экономические и торговые пути были прерваны, а регионы, ранее процветавшие, оказались разрушенными. Многие города, включая Ригу и Таллин, подверглись осадам и разрушениям, а сельскохозяйственные угодья были опустошены. Особенно сильно пострадала инфраструктура, что затруднило восстановление экономики в послевоенные годы .
Во время войны российская армия активно разрушала местные производственные и торговые центры, что сказалось на уровне внутреннего производства. Разрушенные города и сельские районы нуждались в значительных усилиях для восстановления. В то же время, экономический упадок привел к ослаблению многих отраслей, особенно в сельском хозяйстве, где на фоне военных действий снизился уровень производства зерна и других продуктов. Это в свою очередь ухудшило положение крестьян и привело к социальным беспорядкам.
После окончания Великой Северной войны в 1721 году и подписания Ништадтского мира, экономический спад продолжался, и восстановление региона шло медленно. Восстановление торговли, в первую очередь в портовых городах Балтики, потребовало времени, и лишь в середине XVIII века ситуация начала улучшаться. Однако последствия войны продолжали сказываться на экономике на протяжении многих лет.

### В составе Российской империи
С XVIII века бывшие провинции Балтийского региона, вошедшие в состав Российской империи, получили новые экономические возможности. Хотя регион обладал менее плодородными землями по сравнению с Польшей и Пруссией, он приобрел не облагаемый таможенными пошлинами доступ к крупнейшему рынку сбыта — российскому. Балтийские губернии, ранее выполнявшие роль транспортных посредников между Россией и Европой, постепенно стали интегрированной частью российской экономической системы, что способствовало развитию промышленности и торговли.
В 1818 году К. И. Арсеньев при районировании экономики России выделил два региона, включавших территории Прибалтики: «Балтийское пространство» (остзейские губернии) и «Низменное пространство» (включавшее часть Литвы). В 1871 году П. П. Семёнов-Тян-Шанский при аналогичном районировании разделил регион на «Прибалтийскую область» (три остзейские губернии) и «Литовскую область» (Ковенская, Виленская и Гродненская губернии). Позже Д. И. Менделеев, выделяя 14 экономических регионов России, включил три прибалтийские губернии в «Балтийский край» (наряду с Псковской, Новгородской и Петербургской губерниями), а Литву и Белоруссию — в «Северо-Западный край».
На протяжении XIX века российские экономгеографы различали остзейские губернии и литовско-белорусские земли, основываясь на их историческом развитии и экономических особенностях. Менделеев отмечал, что Виленская, Витебская, Гродненская, Ковенская, Минская и Могилёвская губернии имели общее прошлое в составе Великого княжества Литовского . Кроме того, в отличие от Курляндии и Эстляндии с их крупными портами (Рига, Ревель), литовские земли не располагали значительными морскими торговыми центрами, что повлияло на их экономическое развитие в составе Российской империи.

### Последствия Первой мировой войны
Первая мировая война нанесла тяжелый удар по экономике Балтии. Эти страны находились в составе Российской империи до 1917 года, и после распада империи новые независимые государства столкнулись с разрушенной инфраструктурой, отсутствием собственной промышленности и неустойчивой сельскохозяйственной базой. Во время войны значительная часть территории Балтии была разрушена, сельское хозяйство страдало от нехватки рабочей силы и разрушения транспортных путей. Экономика региона была сильно изолирована от внешней торговли, а также от остальной России и Европы, с которыми были связаны экономические связи до войны.

### Быстрое восстановление и рост
Несмотря на тяжелые последствия войны, страны Балтии смогли добиться удивительно быстрого восстановления. В Латвии, Эстонии и Литве промышленность начала восстанавливаться в 1920-х годах, и благодаря грамотной экономической политике удалось создать условия для индустриализации, роста производства и товарооборота.
Экономика Латвии, например, сделала акцент на развитии сельского хозяйства, особенно на производстве зерна, молочных продуктов и мяса, что позволяло экспортировать эти товары на международные рынки. В то же время, Латвия активно развивала лёгкую промышленность, включая текстильную и пищевая промышленность. В Эстонии особое внимание уделялось лесной и деревообрабатывающей промышленности, что стало важной частью экономики страны.
Литва, в свою очередь, ориентировалась на сельское хозяйство, особенно на производство льна и зерна. Здесь также был сделан акцент на развитие крупных фермерских хозяйств, что способствовало экономическому росту. В 1920-х годах Литва даже заняла лидирующие позиции по производству льняного волокна в Европе.

### Достижения в промышленности и сельском хозяйстве
В 1920-х годах Балтии удалось развить важнейшие отрасли, такие как машиностроение и текстильная промышленность, а также обеспечить рост в сельском хозяйстве. В Латвии были созданы такие выдающиеся предприятия, как VEF (Рижский завод электротехнических приборов), который стал одним из крупнейших производителей электрооборудования и телефонов в Европе, а также Vairogs, завод по производству автомобилей и металлических изделий, который стал одним из символов латвийской промышленности.
В Эстонии важнейшие предприятия включали Tallinna Masinavabrik — завод по производству машин и оборудования, а также Estonian Cell, занимающийся переработкой древесины. Литва также активно развивала свою промышленность, создавая такие предприятия, как Alytaus tekstilė — текстильный завод, а также развивала новые предприятия в машиностроении и химической промышленности.
В сельском хозяйстве Латвия и Эстония добились успехов в производстве молочных продуктов, мяса и зерна, что стало основой для активной торговли с соседними странами Европы. Литва также наладила крупный экспорт зерна и молочной продукции в соседние страны. Это привело к росту сельского сектора и значительному улучшению благосостояния сельского населения.

### Сравнение с западной Европой и Советским Союзом
Экономика стран Балтии в межвоенный период развивалась быстро, хотя и отставала от более крупных европейских экономик, таких как Германия или Великобритания. Например, в 1930 году ВВП на душу населения в Латвии составил 722 доллара США, в Эстонии — 845 долларов, а в Литве — 615 долларов. Эти показатели были выше, чем в большинстве стран Восточной Европы, но все же оставались ниже уровня стран Западной Европы, таких как Франция или Великобритания. Однако, несмотря на это, страны Балтии в экономическом плане значительно опережали соседний Советский Союз, где в 1929 году ВВП на душу населения составлял лишь около 390 долларов.

### В составе СССР
После включения Латвии, Литвы и Эстонии в состав Советского Союза в 1940 году, экономика этих республик претерпела значительные изменения. Балтийские республики стали частью советской экономики, что привело как к позитивным, так и негативным последствиям. Экономика республик была в значительной степени ориентирована на выполнение потребностей советской армии и тяжелой промышленности, что привело к значительным социальным и экономическим проблемам.
В первые послевоенные годы акцент был сделан на восстановление разрушенной инфраструктуры и приведение экономики в соответствие с плановой системой социалистической экономики. Латвия направила усилия на развитие промышленности, включая производство товаров двойного назначения и ключевых технологий военной продукции, Эстония развивала химическую промышленность, а Литва сосредоточилась на машиностроении и сельскохозяйственной технике. В рамках этих усилий были восстановлен завод VEF и создан Рижский автозавод в Латвии (RAF), Нарвский химический завод в Эстонии, и Вильнюсский машиностроительный завод в Литве 

### Экономические потери
Работа историка  Гатиса Круминя, опубликованная в 2023 году, представляет собой подробный анализ финансовой политики Советского Союза в Латвии в период с 1946 по 1990 год. Исследование показывает, что Советский Союз осуществлял колониальную политику, перераспределяя значительные средства из Латвии в центральный бюджет СССР, при этом значительная часть расходов была направлена на финансирование военных нужд и репрессий, что не соответствовало интересам местного населения. В результате исследования было установлено, что совокупные убытки, нанесенные Латвии в денежном эквиваленте, составили 30 811 385 645,25 рублей по курсу 1961 года.
Несмотря на развитие промышленности, уровень жизни в Балтийских республиках значительно снизился. Сельское население пережило коллективизацию, в ходе которой было передано большое количество земель в коллективные хозяйства, что привело к снижению эффективности сельского производства и росту дефицита продовольствия. В городах наблюдались проблемы с обеспечением товарами первой необходимости: дефицит продуктов, одежды, обуви и бытовой техники стал нормой в послевоенные годы [. Проблемы с планированием в советской экономике также привели к снижению качества жизни и производительности труда.

### Сравнительная ситуация с другими республиками СССР и проблемы конца 1980-х годов.
В 1970—1980‑е годы прибалтийские республики были лидерами среди союзных республик по объёму инвестиций в основной капитал на душу населения.
К концу 1980-х годов экономическая нестабильность в Советском Союзе, дефицит товаров и снижение экономического роста привели к ухудшению условий жизни в Балтийских республиках. Эти проблемы стали важными причинами политических изменений, в том числе стремления республик к независимости [].
В ноябре 1989 года Верховный совет СССР принял закон об экономической самостоятельности Латвийской, Литовской и Эстонской ССР.
По оценке ИМЭМО РАН, в 1990 году Литва занимала 39-е место в мире по ВВП на душу населения, Латвия — 40-е место, Эстония — 46-е место.
К началу 1990-х годов страны Балтии имели хорошо развитую, по советским меркам, обрабатывающую промышленность и энергетику, плотную сеть качественных автодорог и хорошо оборудованные морские порты.

### Кризис первой половины 1990-х
В начале 1990-х в теперь уже независимых странах Балтии были введены новые национальные валюты и начат процесс массовой приватизации.
Приватизация сыграла значительную роль в формировании экономического пейзажа в Балтийских странах. Как писал экономист Л. М. Григорьев, «по оценке многих исследователей, в странах Балтии политические основания приватизации превалировали над экономическими». В частности, на пути инвесторов из России были созданы барьеры, а в Эстонии и Латвии были введены ограничения на участие неграждан в приватизации. Кроме того, приватизация осложнялась законами о реституции.
Спад в ходе трансформационного кризиса был очень глубоким: 35 % в Эстонии, 49 % в Литве и 52 % в Латвии.
В 1994 году страны Балтии подписали с Евросоюзом договор о свободной торговле.

### 1995—2004
В середине 1990-х годов страны Балтии вошли в фазу экономического подъёма. По мнению Григорьева, экономические успехи стран Балтии были «во многом обусловлены „советским наследством“ в виде современных инфраструктуры и промышленности, накопленного человеческого капитала, хотя значение этого „наследства“ и его влияние на последующее развитие стран Балтии оцениваются неоднозначно».
К 1995 году страны Балтии подали заявления о вступлении в Евросоюз. По мнению Григорьева, «экономические реформы и модернизация системы государственного управления в целях гармонизации с нормами Евросоюза были важными факторами экономического развития стран Балтии в начале 2000-х годов». 1 мая 2004 года страны Балтии вступили в Евросоюз.
По мнению Григорьева, «положительное влияние на страны Балтии оказал экономический подъём в СНГ, в первую очередь в России». В частности, значительно вырос объём транзита, а Россия стала одним из самых быстрорастущих рынков для продукции стран Балтии. В первой половине 2000-х годов рост экспорта являлся важным фактором роста экономик стран Балтии.

### 2004—2007
После вступления в Евросоюз иностранные инвесторы значительно снизили размер страховой премии, как следствие ставки понизились и в страны Балтии устремился заёмный иностранный капитал. Одновременно изменилась структура экономического роста. Если ранее важную роль играл рост реального экспорта, то теперь — инвестиции и личное потребление. Ряд стран ЕС открыли свои рынки труда для новых членов ЕС, в результате чего значительно упростилась процедура трудовой миграции и как следствие вырос поток эмигрантов из стран Балтии.
Если в 2003 году объём совокупного внешнего долга страны Балтии составлял около 40-80 % от их ВВП, то к 2007 году он вырос до примерно 80-130 % ВВП. Большая часть хлынувшего в страны Балтии потока заёмных денег была потрачена на недвижимость и на импорт потребительских товаров, а не вложена в экспортоориентированные производства и научно-исследовательские и опытно-конструкторские разработки. На базе дешёвых кредитов в середине 2000-х годов в странах Балтии возник строительный бум.
К началу 2008 года ВВП Эстонии составил 158 % от уровня 1989 года, Латвии — 115 %, Литвы — 111 %.

### С 2008 года
Во время кризиса 2008—2009 годов экономика стран Балтии упала более чем на 16 %, промышленное производство — более чем на 10 %. По мнению Григорьева, глубина спада, наблюдавшаяся во время кризиса в странах странах Балтии, «заставляет говорить о крахе принятой модели развития».
В числе причин кризиса:
- деиндустриализация;
- значительная политизация проводившейся приватизации;
- чрезмерный рост кредитования на средства заграничных банков;
- неконтролируемый приток капитала;
- игнорирование валютных рисков;
- дефицит платёжного баланса;
- раздувание ценовых пузырей на рынках;
- ориентация стран Балтии на ограниченный круг стран-партнёров;
- меры правительств стран Балтии, которые дестабилизировали положение в некоторых базовых отраслях экономики.

К внешним факторам кризиса в странах Балтии относились:
- ухудшение условий привлечения кредитов из-за увеличения стоимости займов и низкой ликвидности в финансовой сфере;
- снижение экспорта из-за сокращения спроса со стороны внешнеторговых партнёров;
- значительный отток капитала.

В 2010 году рост ВВП Литвы составил 1,3 %, Эстонии — 2,4 %, ВВП Латвии упал на 1,8 %.
В 2011—2015 гг. страны Балтии вошли в еврозону; регион создает ок. 0,8 % ВВП еврозоны.
С 2014 г. двусторонние отношения с Россией ухудшились: так как страны Балтии входят в ЕС и НАТО, то они присоединились к санкциям против России, а РФ ответила эмбарго на продовольствие.
В 2018 году Литва, Латвия и Эстония стали членами ОЭСР. Это улучшило перспективы международного торгового сотрудничества. В отсутствие промышленности страны Балтии делают ставку на человеческий капитал и сектор услуг, который составляет около 75 % ВВП этих стран. Так, Эстония стала одним из мировых лидеров по развитию IT-технологий.

## Структура экономики
В результате трансформации 1990-х годов структура экономик стран Балтии претерпела значительные изменения. Снизилась доля промышленности и сельского хозяйства, расширилась сфера услуг.
Доля сельского хозяйства, охоты и рыболовства в странах Балтии в 1995 году составляла 5,8—11,1 % от их ВВП, в 2000 году — 4,6—6,5 %, в 2008 году — 2,9—4,4 %. Доля промышленности соответственно в 1995 году — 23,7—26,3 %, в 2000 году — 17,4—22,4 %, в 2008 году — 13,7—20,9 %. Доля строительства в 1995 году — 4,6—7,1 %, в 2000 году — 5,6—6,2 %, в 2008 году — 8,3—10,3 %. Доля транспорта и связи в 1995 году — 11,2—14,5 %, в 2000 году — 12,5—14,5 %, в 2008 году — 10,1—12,9 %.

## Транспорт
В 1990-е годы внутренняя торговля и транзит грузов из России обеспечили загрузку транспортной сети и занятость населения стран Балтии. В то время транспортный сектор экономики оказал значительную поддержку экономике стран Балтии. В 2000-е годы сектор транспорта стал развиваться медленнее экономик стран Балтии.
В настоящее время доля сектора транспорта в экономике стран Балтии составляет около 9 %, что почти в два раза превышает среднюю долю транспортного сектора в мире (около 5 %). В странах Балтии максимальная среди стран Евросоюза доля транспорта. Доля транзита (без учёта его влияния на другие сектора экономики) составляет около 4 % ВВП стран Балтии. Около 80 % обрабатываемых морскими портами грузов являются транзитными.
По состоянию на 2008 год, в странах Балтии имелось 148 аэропортов (в том числе с твёрдым покрытием ВПП — 63), 3502 км газопроводов, 310 км нефтепроводов, 536 км нефтепродуктопроводов, 4890 км железных дорог (в том числе электрифицированных — 510 км), 207 тыс. км автомобильных дорог (в том числе с твёрдым покрытием — 154 тыс. км).

### Морской транспорт
По состоянию на 2008 год, в странах Балтии имелось 8 портов. Все порты расположены в восточной части Балтийского моря.
В 2000 году суммарная погрузка в портах стран Балтии составляла 103 млн тонн, в 2005 году — 121 млн тонн. Политика России по снижению зависимости от транзита и конкуренция со стороны морских портов Финляндии привели к значительному снижению грузооборота портов стран Балтии. В 2006 году погрузка в портах стран Балтии снизилась до 117 млн тонн, в 2007 году — 112 млн тонн, в 2008 году — 108 млн тонн, в 2009 году — 102 млн тонн.

## Инвестиции
В 1991—2000 гг. в страны Балтии поступило более 7 млрд долл. прямых иностранных инвестиций.

## Доходы населения
Средний размер оплаты труда в странах Балтии значительно ниже чем в послевоенных капиталистических странах Европы. За годы после восстановления независимости средний размер оплаты труда в Балтийских странах вырос во много раз. Одним из факторов удорожания труда в странах Балтии являлась эмиграция населения, (кроме Эстонии), Европейский демографический кризис, быстрое старение населения и нехватка рабочих рук. Разрыв в доходах с послевоенными капиталистическими странами Европа является значительным стимулом для эмиграции из стран Балтии, (кроме Эстонии). (см. Эмиграция из Литвы др.). Самый высокий средний размер оплаты труда (нетто, после вычета налогов) среди Балтийских стран и вообще всех посткоммунистических стран мира в Эстонии, в Литве и в Латвии он на треть ниже. Средний размер оплаты труда (нетто) в Эстонии вырос в 4.8 раза за 19 лет с 246 евро до 1187 евро, а брутто более чем в 4.6 раза с 314 евро до 1445 евро. В 1992 году средний размер оплаты труда в Эстонии (брутто) составлял 35 евро. За 27 лет с 1992 года по июнь 2019 года средний размер оплаты труда в Эстонии (брутто) вырос в 41 раз с 35 евро до 1445 евро. По прогнозам Еврокомиссии средний размер оплаты труда (брутто) в Эстонии к 2022 году составит 1628 евро, а в долгосрочном прогнозе к 2030 году — 2364 евро, к 2050 году — 5166 евро, а к 2070 году — 10742 евро. По состоянию на декабрь 2020 года Эстония имеет самую высокую среди всех посткоммунистических стран мира нетто среднюю (€1292,12) и по состоянию на 1 января 2020 года вторую после Словении (€700, в Эстонии €550,38) нетто минимальную заработную плату. Средний размер оплаты труда (брутто) в Эстонии, в декабре 2020 года составляет €1604 и (нетто) €1292,12 Средняя заработная плата в Эстонии выше чем на Тайване (NT$47868, около €1357), самой бедной стране из всех четырех азиатских тигров. Средний размер оплаты труда в Литве, в четвёртом квартале 2020 года составляет 1524,2 евро (брутто) и 967,3 евро (нетто). Средний размер оплаты труда в Латвии в декабре 2020 года составляет 1249 евро (брутто) и 915 евро (нетто). По состоянию на декабрь 2022 года Эстония имеет самую высокую среди всех посткоммунистических стран мира нетто среднюю (€1494,97) и по состоянию на 1 января 2023 года — вторую после Словении (€878,48, в Эстонии €689,92) нетто минимальную заработную плату. Средний размер оплаты труда (брутто) в Эстонии, в июне 2023 года составляет €1981 и нетто (после вычета налогов) €1545,04. Минимальный размер оплаты труда (брутто) в Эстонии с 1 января 2023 года составляет €725 и (нетто, после вычета налогов) €689,92 Средний размер оплаты труда в Литве, во втором квартале 2023 года составляет €2000,1 (брутто) и €1241,2 (нетто). Средний размер оплаты труда в Латвии в июне 2023 года составляет €1548 (брутто) и €1130 (нетто).